# مورتیمر تائوبه
مورتیمر تائوبه (انگلیسی: Mortimer Taube؛ زاده ۶ دسامبر ۱۹۱۰ درگذشته ۳ سپتامبر ۱۹۶۵) یک کتابدار اهل ایالات متحده آمریکا بود. 